# Philodryas
Philodryas és un gènere de serps de la família dels colúbrids del nou món, usualment anomenades serps verdes. Encara que els colúbrids generalment no són perilloses per als humans, les espècies de Philodryas tenen dentició opistòglifa i poden fer una mossegada verinosa.

## Taxonomia
El gènere Philodryas inclou 23 espècies:

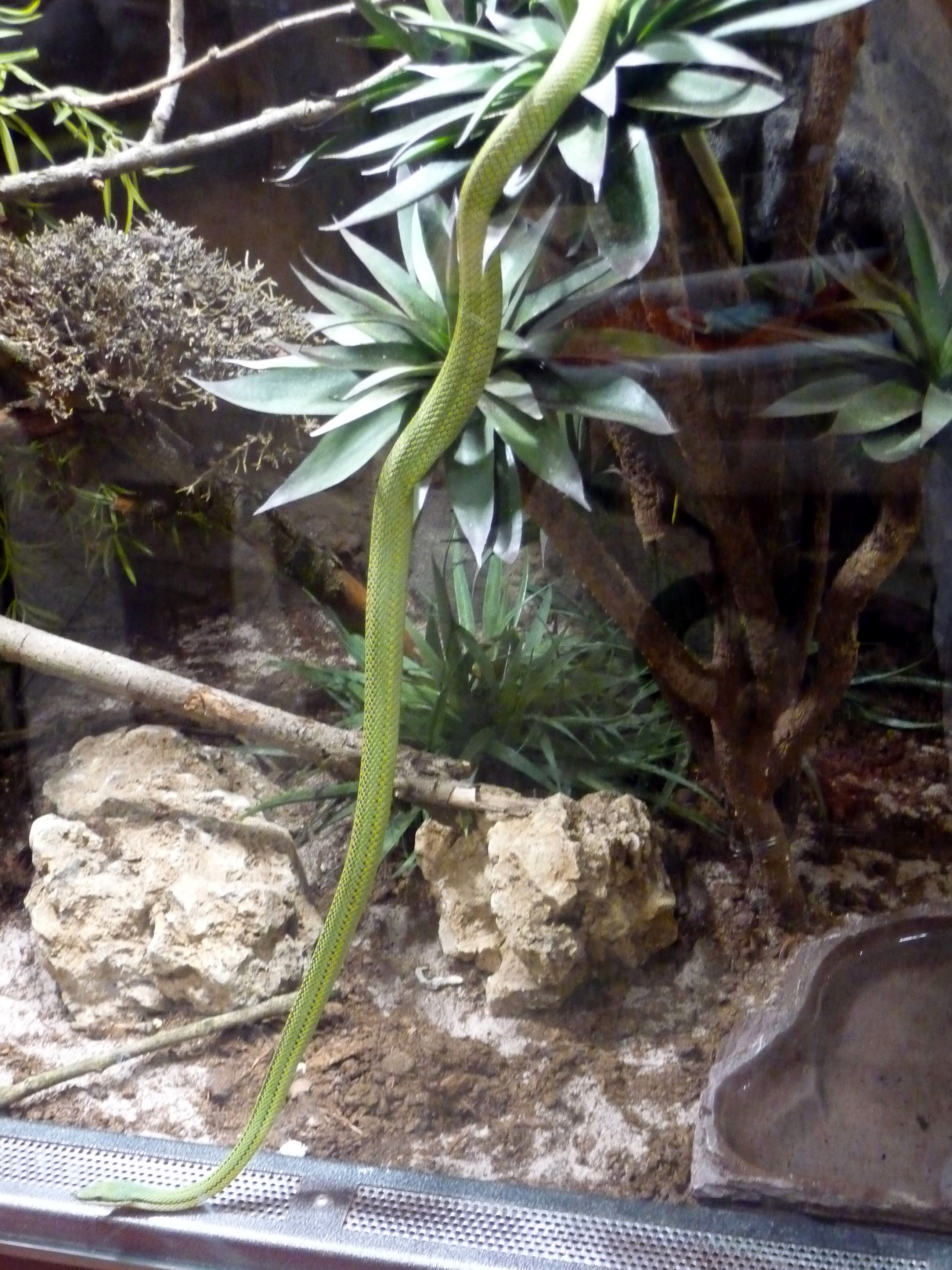
Philodryas baroni

- Philodryas aestiva (Duméril, Bibron et Duméril, 1854)
- Philodryas agassizii (Jan, 1863)
- Philodryas amaru Zaher et al., 2014
- Philodryas argentea (Daudin, 1803)
- Philodryas arnoldoi (Amaral, 1932)
- Philodryas baroni Berg, 1895
- Philodryas boliviana Boulenger, 1896
- Philodryas chamissonis (Wiegmann, 1835)
- Philodryas cordata Donnelly & Myers, 1991
- Philodryas erlandi Lönnberg, 1902
- Philodryas georgeboulengeri Grazziotin et al., 2012
- Philodryas laticeps Werner, 1900
- Philodryas livida (Amaral, 1923)
- Philodryas mattogrossensis Koslowsky, 1898
- Philodryas nattereri Steindachner, 1870
- Philodryas olfersii (Lichtenstein, 1823)
- Philodryas patagoniensis (Girard, 1858)
- Philodryas psammophidea Günther, 1872
- Philodryas simonsii Boulenger, 1900
- Philodryas tachymenoides (Schmidt & Walker, 1943)
- Philodryas trilineata (Burmeister, 1861)
- Philodryas varia (Jan, 1863)
- Philodryas viridissima (Linnaeus, 1758)